# Гамкало Михайло Зенонович
Михайло Зенонович Гамкало (11 листопада 1976, Львів— 18 серпня 2022, Благодатне) — український вчений-ґрунтознавець, кандидат географічних наук. Учасник російсько-української війни, старший лейтенант Збройних Сил України.

## Біографія
У 1998 р. закінчив Львівський державний університет імені Івана Франка, спеціальність — географія, кваліфікація спеціаліста — географ-ґрунтознавець. 1998−2001 рр. — аспірант кафедри географії ґрунтів Львівського університету. У 2002 р. захистив кандидатську дисертацію на тему «Кислотно-основна буферність ґрунтів Чорногірського масиву Українських Карпат».
З 2002 р. працював на посаді наукового співробітника кафедри ґрунтознавства і географії ґрунтів. З 2003 р. працював на посаді асистента, а з 2004 — на посаді доцента кафедри туризму Львівського національного університету імені Івана Франка. Також викладав у Львівському національному університеті природокористування в Дублянах та у Київському національному університеті культури і мистецтв[сторінка?].
28 лютого 2022 р. вступив до лав ЗСУ. Був командиром механізованого взводу 63-ї окремої механізованої бригади.
Загинув від важких поранень, отриманих під час ворожого артилерійського та мінометного обстрілів у с. Благодатне Миколаївської області.
24 серпня 2022 р. похований у Львові на Личаківському кладовищі.

## Освітньо-наукова діяльність
Опублікував понад 70 наукових праць. У співавторстів з колегами, Мартою Мальською та Орестою Бордун, опублікував навчальний посібник «Туристичне країнознавство. Європа». Наукова діяльність присвячена дослідженням туристично-рекреаційного потенціалу Карпатського регіону, збалансованому розвитку рекреаційних територій, активним формам туризму.
Розробив і читав спецкурси:
- Активний туризм;
- Безпека туризму;
- Організація івентивного та конвенційного туризму;
- Проектування та дизайн закладів готельно-ресторанного господарства;
- Туристичне країнознавство;
- Туристичний супровід;
- Проектування об'єктів готельно-ресторанного господарства.

У 2004 р. брав участь у міжнародному проекті «Protection of Land and Water Quality and Sustainable Development of Rural Areas»; протягом червня-липня 2018 р. — у міжнародному проекті «Просторові зміни в Українських курортах Східних Бескид в 1827—2017 роках»; з 2021 р. — у реалізації міжнародного проекту «Єднає нас Буг» (PBU1/0224/16).
Керував студентським науковим гуртком «Активний туризм», учасники якого займаються пішохідним, гірським, водним, велосипедним, і гірськолижним туризмом, беруть участь у спелео-екскурсіях.

## Творчість
Був учасником Народної чоловічої хорової капели «Прометей».

## Родина
У Михайла Гамкала залишилися батьки, дружина Ольга Карпінська, 8-річна донька Марічка та 15-річний син Остап. Батько Михайла Зенон Гамкало — професор ЛНУ, провідний науковий співробітник Інституту екології Карпат НАН України.

## Нагороди
- Орден «За мужність» III ступеня (19 липня 2023, посмертно) — за особисту мужність, виявлену у захисті державного суверенітету та територіальної цілісності України, самовіддане виконання військового обов'язку[8]